# Prix Fritz Kortner
Le prix Fritz Kortner (en allemand : Fritz-Kortner-Preis) est un prix de théâtre décerné par le magazine Theater heute et offert par son cofondateur et éditeur Erhard Friedrich.

## Histoire
Le prix porte le nom de l'acteur et metteur en scène Fritz Kortner (1892-1970). Il a été décerné pour la première fois en 1987 et était destiné « à honorer un artiste de théâtre de langue allemande dont l'audace, la véracité et la curiosité esthétique montrent que l'exemple de Kortner continue d'avoir un effet ».
À partir de 2000, le prix n'est plus décerné. L'argent mis à disposition par la Fondation Friedrich est désormais utilisé pour promouvoir de jeunes artistes et pour soutenir des projets de formation et de recherche théâtrales. En 2000, le prix en argent a profité au Forum international des jeunes membres du théâtre dans le cadre de la Rencontre théâtrale de Berlin (cf. aussi le prix Boy Gobert).

## Lauréats
- 1987 : Andrea Breth
- 1988 : Peter Zadek
- 1989 : Thomas Holtzmann et Rolf Boysen
- 1990 : Einar Schleef et B. K. Tragelehn
- 1991 : Kurt Hübner
- 1992 : Gert Voss
- 1993 : Dieter Sturm
- 1994 : Frank Castorf
- 1995 : Klaus Michael Grüber
- 1996 : Peter Stein
- 1997 : Christoph Marthaler et Anna Viebrock
- 1999 : Ivan Nagel